# Dorstenia picta
Dorstenia picta är en mullbärsväxtart som beskrevs av Bur.. Dorstenia picta ingår i släktet Dorstenia och familjen mullbärsväxter. Inga underarter finns listade i Catalogue of Life.